# Переадресована активність

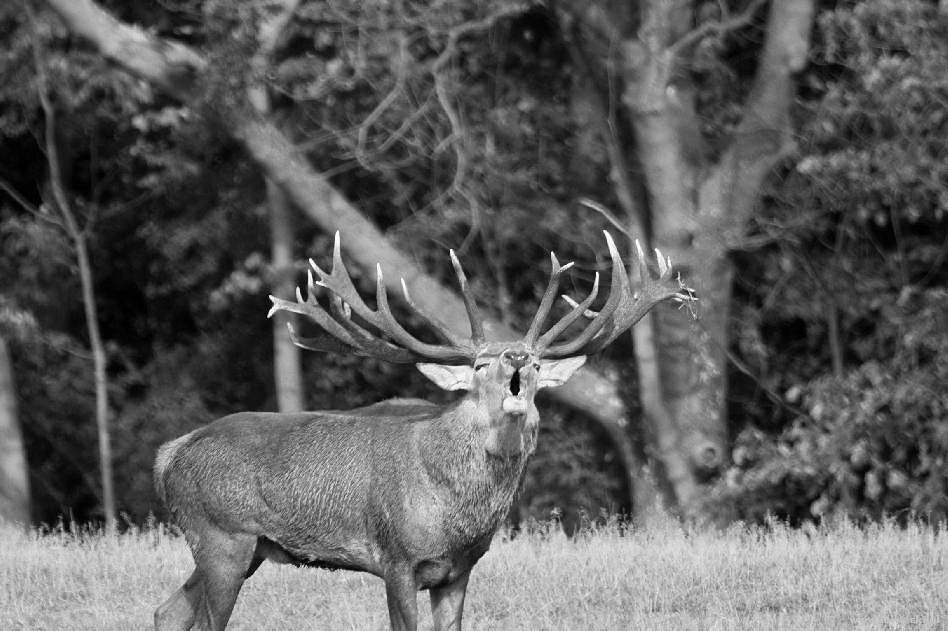
Прояв переадресованої активності

Переадресована активність — активність, при якій тварини виконують дії, спрямовані не на об'єкт, який спочатку викликав її, а на якийсь іншій. Наприклад, в період реву самці оленів, не виявляючи біля себе суперника, направляють свій гнів на дерева, які знаходяться поруч, завдаючи по ним удари рогами.
Суть явища полягає в тому, що в певних конфліктних ситуаціях тварина виконує дії, відповідні розвитку конфлікту, але спрямовуються не на об'єкт, який послужив причиною конфлікту, а на нейтральний об'єкт.
Переадресована активність характерна для групи курей зі встановленою ієрархією. Коли особина, яка займає високий ранг, відганяє від годівниці або з сідала підпорядковану особину, остання адресує свої агресивні дії не на кривдника, а на члена групи з більш низьким ієрархічним статусом.
Переадресована активність характерна для злісних собак. Часто можна спостерігати, як розлючена собака на ланцюгу починає несамовито гризти нейтральні предмети. Під час цькування службових собак в рамках курсу захисно-караульної служби віддані своєму господареві тварини з легко збудливою психікою переадресовують свою агресивність на господаря, якщо собаці вчасно не дати можливість розрядитися на «порушника». Іншими словами, в стані крайнього збудження вони накидаються на свого господаря.
Причина даної поведінки полягає в тому, що виникає домінанта збудження призводить до того, що тварина на короткий час втрачає здатність диференціювати подразники. Спектр стимулів, що провокують поведінку на основі домінанти, розширюється за рахунок біологічно нейтральних подразників.